# Kobyła (Isergebirge)
Die Kobyła ist ein 906 m hoher Berg im schlesischen Teil des Isergebirges in Polen. Die Kobyła liegt im Osten des Hohen Iserkamms in der Gemeinde Szklarska Poręba oberhalb des Neuweltpasses.

## Beschreibung
Der Gipfel ist fast vollständig mit Nadelwald bewachsen. Es gibt einige markante Felsformationen, wie den Stary Zamek, von denen sich ein Panorama des Isergebirges ergibt. Einige Kilometer vom Gipfel entfernt verläuft die polnisch-tschechische Grenze. An seinen Südhängen fließt die Iser und führt die Alte Zollstrasse. An seinem Fuß befindet sich die Wüstung Orle und der Pass Rozdroże pod Cichą Równią.
Über den Gipfel führt ein rot markierter Wanderweg von der Górzystów-Hütte nach Orle.